# Aglaja (roślina)

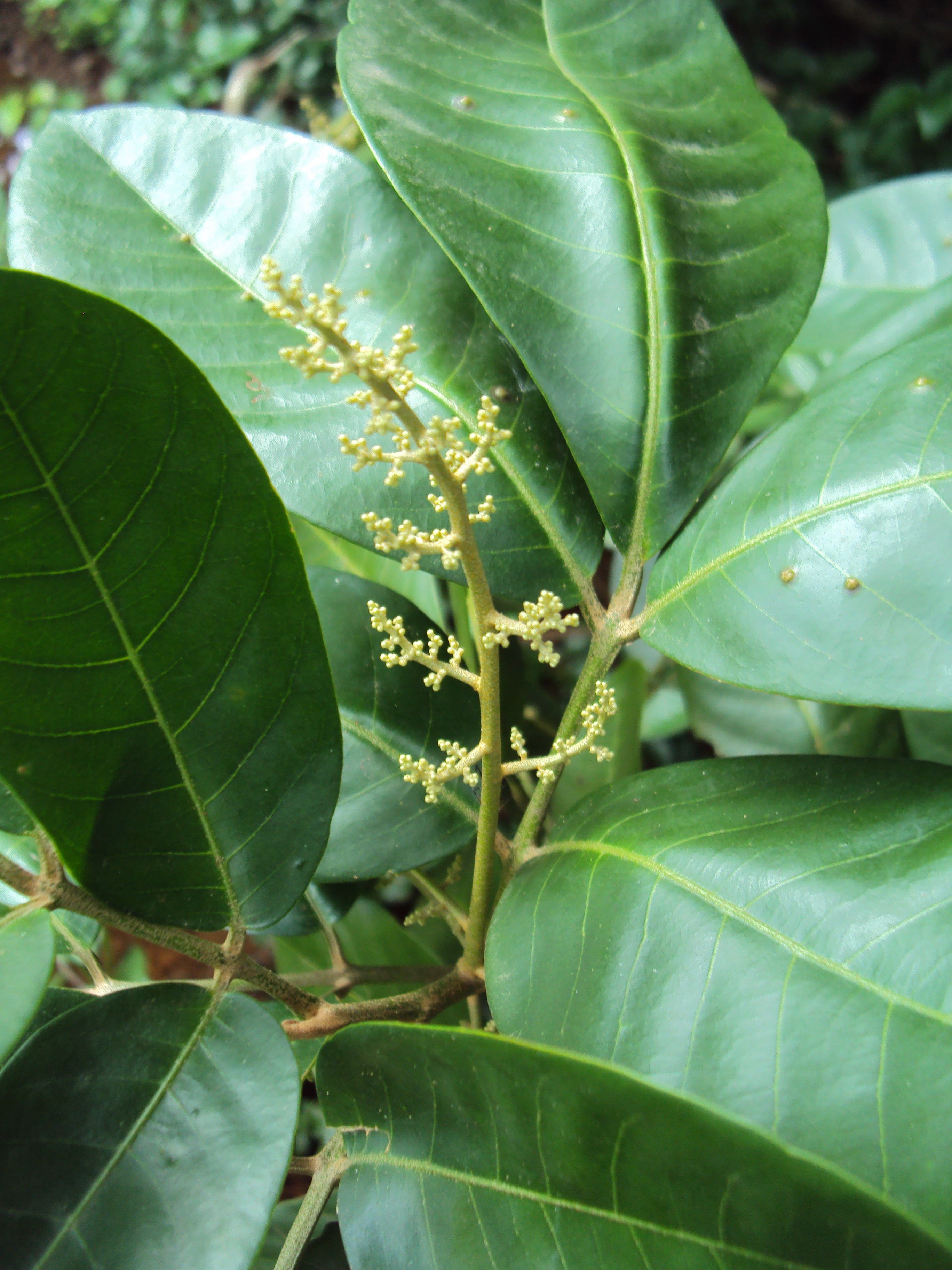
Aglaia roxburghiana

Aglaja (Aglaia Loureiro) – rodzaj roślin z rodziny meliowatych (Meliaceae). Obejmuje około 120 gatunków występujących w południowo-wschodniej Azji, w północnej Australii i na wyspach zachodniego Pacyfiku. Wiele gatunków ma znaczenie użytkowe. Jadalna jest osnówka nasion (np. gatunków A. edulis, A. exstipulata, A. korthalsii, A. sexipetala), męskie kwiaty A. odorata służą do aromatyzowania napojów i pościeli, a sama roślina jest uprawiana jako ozdobna, wiele gatunków pozyskiwanych jest dla drewna. U roślin z tego rodzaju i tylko u nich stwierdzono ok. 50 zidentyfikowanych związków zawierających szkielet cyclopentatetrahydrobenzofuranu (ang.: rocaglate i rocaglamide derivatives, flavaglines). Związki te (odkryte dopiero w 1982 roku) wykazują działanie przeciwnowotworowe i toksyczne dla niektórych organizmów.

## Morfologia
PokrójDrzewa i krzewy, o młodych pędach chropowatych lub omszonych.
LiścieSkrętoległe, czasem pozornie naprzeciwległe. Nieparzystopierzaste, trójlistkowe i rzadko pojedyncze. Przylistki całobrzegie.
KwiatyRośliny dwupienne. Kwiaty drobne, kuliste, wyrastają w wiechach z kątów liści. Kielich z 3–5 działkami, głębiej lub płytko wciętymi. Płatki krótkie, w liczbie od 3 do 5. Pręciki w takiej samej lub większej liczbie. Zrosłe są w jajowato lub kuliście wydętą rurkę, na szczycie zagiętą do środka. Zalążnia zawiera od 1 do 3, rzadko do 4 komór, a w każdej 1 lub 2 zalążki, z których w komorze rozwija się co najwyżej 1. Szyjka słupka krótka lub jej brak. Znamię jajowate lub kuliste.
OwoceJagoda o owocni włóknistej i zwykle zawierającej lateks naturalny. Nasiona pojedyncze, zwykle otoczone mięsistą osnówką.

## Systematyka
Pozycja rodzaju według Angiosperm Phylogeny Website (aktualizowany system APG III z 2009)
Jeden z rodzajów rodziny meliowatych Meliaceae z rzędu mydleńcowców Sapindales w obrębie kladu różowych roślin okrytonasiennych.
Wykaz gatunków
- Aglaia agglomerata Merr. & L.M.Perry
- Aglaia aherniana G.Perkins
- Aglaia amplexicaulis A.C.Sm.
- Aglaia angustifolia (Miq.) Miq.
- Aglaia apiocarpa (Thwaites) Hiern
- Aglaia archboldiana A.C.Sm.
- Aglaia argentea Blume
- Aglaia australiensis Pannell
- Aglaia barbanthera C.DC.
- Aglaia basiphylla A.Gray
- Aglaia beccarii C.DC.
- Aglaia bourdillonii Gamble
- Aglaia brassii Merr. & L.M.Perry
- Aglaia brownii Pannell
- Aglaia bullata Pannell
- Aglaia ceramica (Miq.) Pannell
- Aglaia conferta Merr. & L.M.Perry
- Aglaia cooperae Pannell
- Aglaia coriacea Korth. ex Miq.
- Aglaia costata Merr.
- Aglaia crassinervia Kurz ex Hiern
- Aglaia cremea Merr. & L.M.Perry
- Aglaia cucullata (Roxb.) Pellegr.
- Aglaia cumingiana Turcz.
- Aglaia cuspidata C.DC.
- Aglaia densisquama Pannell
- Aglaia densitricha Pannell
- Aglaia edulis (Roxb.) Wall.
- Aglaia elaeagnoidea (A.Juss.) Benth.
- Aglaia elliptica (C.DC.) Blume
- Aglaia erythrosperma Pannell
- Aglaia euryanthera Harms
- Aglaia evansensis A.C.Sm.
- Aglaia eximia Miq.
- Aglaia exstipulata (Griff.) W.Theob.
- Aglaia flavescens C.DC.
- Aglaia flavida Merr. & L.M.Perry
- Aglaia forbesii King
- Aglaia foveolata Pannell
- Aglaia fragilis A.C.Sm.
- Aglaia glabrata Teijsm. & Binn.
- Aglaia gracilis A.C.Sm.
- Aglaia grandis Korth. ex Miq.
- Aglaia heterotricha A.C.Sm.
- Aglaia hiernii King
- Aglaia ijzermannii Boerl. & Koord.
- Aglaia integrifolia Pannell
- Aglaia korthalsii Miq.
- Aglaia lancilimba Merr.
- Aglaia lawii (Wight) C.J.Saldanha
- Aglaia laxiflora Miq.
- Aglaia lepidopetala Harms
- Aglaia lepiorrhachis Harms
- Aglaia leptantha Miq.
- Aglaia leucoclada C.DC.
- Aglaia leucophylla King
- Aglaia luzoniensis (Vidal) Merr. & Rolfe
- Aglaia mackiana Pannell
- Aglaia macrocarpa (Miq.) Pannell
- Aglaia macrostigma King
- Aglaia malabarica Sasidh.
- Aglaia malaccensis (Ridl.) Pannell
- Aglaia mariannensis Merr.
- Aglaia membranifolia King
- Aglaia monozyga Harms
- Aglaia multinervis Pannell
- Aglaia odorata Lour.
- Aglaia odoratissima Blume
- Aglaia oligophylla Miq.
- Aglaia pachyphylla Miq.
- Aglaia palembanica Miq.
- Aglaia pannelliana W.N.Takeuchi
- Aglaia parksii A.C.Sm.
- Aglaia parviflora C.DC.
- Aglaia penningtoniana Pannell
- Aglaia perviridis Hiern
- Aglaia pinnata (L.) Druce
- Aglaia pleuropteris Pierre
- Aglaia polyneura C.DC.
- Aglaia puberulanthera C.DC.
- Aglaia pyriformis Merr.
- Aglaia ramotricha Pannell
- Aglaia rimosa (Blanco) Merr.
- Aglaia rivularis Merr.
- Aglaia rubiginosa (Hiern) Pannell
- Aglaia rubrivenia Merr. & L.M.Perry
- Aglaia rufibarbis Ridl.
- Aglaia rufinervis (Blume) Bentv.
- Aglaia rugulosa Pannell
- Aglaia saltatorum A.C.Sm.
- Aglaia samoensis A.Gray
- Aglaia saxonii W.N.Takeuchi
- Aglaia scortechinii King
- Aglaia sessilifolia Pannell
- Aglaia sexipetala Griff.
- Aglaia silvestris (M.Roem.) Merr.
- Aglaia simplicifolia (Bedd.) Harms
- Aglaia smithii Koord.
- Aglaia soepadmoi Pannell
- Aglaia speciosa Blume
- Aglaia spectabilis (Miq.) S.S.Jain & S.Bennet
- Aglaia squamulosa King
- Aglaia stellatopilosa Pannell
- Aglaia subcuprea Merr. & L.M.Perry
- Aglaia subminutiflora C.DC.
- Aglaia subsessilis Pannell
- Aglaia tenuicaulis Hiern
- Aglaia teysmanniana (Miq.) Miq.
- Aglaia tomentosa Teijsm. & Binn.
- Aglaia unifolia P.T.Li & X.M.Chen
- Aglaia variisquama Pannell
- Aglaia vitiensis A.C.Sm.